# Кінчев Костянтин Євгенович

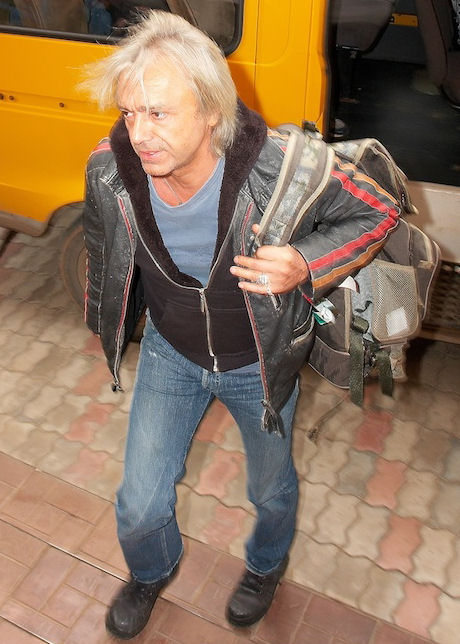
Костянтин Кінчев

Костянтин Євгенович Кінчев (рос. Константин Евгеньевич Кинчев, справжнє прізвище Панфілов, рос. Панфилов; * 25 грудня 1958, Москва, Російська РФСР) — російський рок-співак, лідер гурту «Алиса». Кінчев — прізвище репресованого діда, він же «Доктор Кінчев».
Фігурант бази даних центру «Миротворець» як особа, яка незаконно відвідувала окупований Росією Крим.

## Біографія
За походженням по батькові Костянтин є болгарином (при народженні, до всиновлення його батько був Кінчевим). У 1978 році вступив на економічний факультет в кооперативний інститут, а в 1983 році завершив свою вищу освіту в Московському технологічному інституті, на факультеті «Економіка і фінанси». Паралельно рік він відучився в співецькому училищі при Большому театрі, якийсь час вчився в джазовій студії в Замоскворіччі. Працював на заводі «Наука» (учнем фрезерувальника, учнем кресляря, художником-оформлювачем), натурником в Суріковському училище, вантажником в булочній, адміністратором жіночої баскетбольної команди.
Грав в кількох московських групах — «Зламане повітря», «Золота середина», «Круг чорної половини».
У 1983 році зібрав групу «Зона відпочинку» і записав однойменний альбом, що складався виключно з власних пісень. Колектив не дав жодного концерту, але відразу потрапив в список заборонених музичних груп в Москві.
У 1984 році разом з групою «Стиль» записав свій перший альбом «Нервова ніч» і в тому ж році став солістом групи «Аліса», створеною в кінці 1983 року Святославом Задерієм. Незабаром Кінчев став ідейним лідером групи, автором виконуваних нею пісень. Перший виступ Кінчева у складі «Аліси» відбувся навесні 1985 року на III фестивалі Ленінградського рок-клубу, коли була виконана пісня «Я починаю шлях».
Широку популярність здобув після IV фестивалю Ленінградського рок-клубу після виконання пісень «Ми разом» і «Моє покоління».
У 1985 році група «Аліса» знялася в телефільмі «Переступити межу», а через рік Костянтин Кінчев зіграв одну з головних ролей в картині Валерія Огородникова «Зломщик» (у Болгарії отримав приз як найкращий виконавець).
У цьому ж році знявся в сорокахвилинному напівімпровізованому художньому фільмі про рок-н-ролл «Йя-хха» (режисер Рашид Нугманов; фільм був знятий як курсова робота Олексія Міхайлова з операторського факультету ВДІКа).
У 1985 році був випущений на касетах перший альбом «Аліси» — «Енергія», що з'явився згодом і у вигляді пластівки. Незабаром вийшов другий альбом — «Блокада», що став основою для концертної програми. З цих робіт почався успішний творчий шлях однієї з провідних російських рок-груп «Аліса» і її лідера Костянтина Кінчева.
У 1988 році у групи почалися серйозні неприємності. У ленінградській газеті «Зміна» з'явилася стаття, в якій групу «Аліса» звинувачували в антирадянщині і пропаганді фашизму і нацизму. Музиканти подали на «Зміну» до суду за наклеп, а на початку березня 1988 року лідера «Алісу» заарештували на квартирі у його директора нібито за безлади, що чинили там, в стані алкогольного сп'яніння, узяли підписку про невиїзд, яку він порушив, за що йому присудили адміністративний арешт на сім діб. Почався майже річний судовий процес, названий згодом «справою Кінчева». Справа кінчилася тим, що незадовго до останнього судового розгляду — 3 жовтня 1988 року — «Зміна» опублікувала офіційне вибачення перед музикантами, після чого «Аліса» вирішила відкликати позов.
У 1989 році група «Аліса» випустила альбом «Ст.206 ч.2». Серед інших альбомів «Аліси» — «Шостий лісничий», «Шабаш», «Дурень», «Jazz», містичний «Для Тих, Хто Звалився з Місяця», «Чорна Мітка», «Танцювати», «Зараз пізніше ніж ти думаєш», «Ізгой».
У 1992 році, після відвідин Єрусалиму, прийняв православ'я, що надалі позначилося на його творчості.
У 2000 році вийшов альбом «Аліси» — «Солнцеворот». Найвідоміші пісні: «Ми разом», «Все це Rock'n' Roll», «Червоне на чорному», «Траса Е 95», «Веретено».
«Аліса» не раз брала участь в пітерських рок-фестивалях, що проводяться Театром «ДДТ».
У 1991 році отримав Загальнонаціональну російську музичну премію «Овація» в номінації «Найкращий рок-співак 1990 року».
У травні 1993 року був нагороджений медаллю «Захисникові Вільної Росії» за участь в обороні Білого Дому в 1991 році.
Восени 1994 року Кінчев офіційно повернув медаль «Захисник вільної Росії», виражаючи таким чином свій протест владі у зв'язку з вбивством відомого журналіста Дмитра Холодова і початком військових дій в Чечні.
6 червня 2006 року був нагороджений літературно-художньою премією «Петрополь» в номінації «За свободу, щирість і поетичність творчості».
25 січня 2007 року в Санкт Петербурзі в Ісаакієвському соборі отримав почесний знак святої Тетяни, установлений Радою ректорів вузів міста, Санкт Петербурзькою єпархією і міжвузівською асоціацією «Покров».
7 березня 2008 року був нагороджений щорічною музичною премією в області рок-н-рола «Чартова Дюжина» в номінаціях «Соліст» і «Група».
Зізнався, що протягом певного часу тричі на день вживав наркотиків.
Одружений. Від першого шлюбу в нього син Євген, від другого дочки Віра і Маша (від першого шлюбу дружини Олександри).

## Громадянська позиція
Фігурант бази даних центру «Миротворець» як особа, яка незаконно відвідувала окупований Росією Крим, свідомо порушуючи державний кордон України.
Українофоб та україноненавистник. У своїх виступах постійно принижує українців, Україну та Євромайдан, використовуючі при цьому нецензурну лексику.
.

## Дискографія
- Нервная ночь (1984) — «Доктор Кинчев и группа Стиль»
- Энергия (1985)
- БлокАда (1987)
- Шестой лесничий (1988)
- Ст. 206 ч. 2 (1989)
- Шабаш (1990)
- Для тех, кто свалился с Луны (1993)
- Черная метка (1994)
- Jazz (1996)
- Дурень (1997)
- Геополитика (1998) — Кинчев и Рикошет
- Солнцеворот (2000)
- Танцевать (2001)
- Сейчас позднее, чем ты думаешь (2003)
- Изгой (2005)
- Стать Севера (2007)
- Пульс хранителя дверей лабиринта (2008)
- Твёрдый знак (2010)
- 20.12 (2011)
- Саботаж (2012)
- Цирк (2014)
- Эксцесс (2016)
- Посолонь (2019)
- Белый шум (2021) — сольний альбом Констянтина Кінчева.
- Дудка (2022)
- Гойда (2024)

також бутлеги численних домашніх концертів.